# Ebnat-Kappel
Ebnat-Kappel je obec na východě Švýcarska v kantonu St. Gallen. Žije zde přibližně 5 000 obyvatel.

## Geografie
Nejvyšším bodem Ebnat-Kappel je Speer s nadmořskou výškou 1950 metrů.
Sousedními obcemi Ebnat-Kappel jsou Nesslau, Neckertal, Wattwil, Gommiswald, Kaltbrunn, Schänis a Amden.

## Historie

Ebnat a Kappel (1953)

Do roku 1762 se Ebnat nazýval Ober-Wattwil, poté Ebnet. Kappel se jako Capelle připomíná v roce 1218, pravděpodobně kvůli kapli, která se zde nacházela. Dne 26. července 1854 vesnici Kappel téměř zcela zničil požár. V roce 1847 založil Johann Gerhard Oncken v Ebnat-Kappelu první švýcarský baptistický sbor.
V roce 1965 se obce Ebnat a Kappel sloučily a vznikla obec Ebnat-Kappel. Současně byly oba erby sloučeny do jednoho. Jednalo se tak o první sloučený erb v kantonu St. Gallen. V roce 2007 byla pomlčka mezi Ebnatem a Kappelem obecním zastupitelstvem odstraněna. Velká část obyvatelstva toto rozhodnutí neschvalovala. V jejich očích tato čára symbolizuje spojení obou obcí. Tvrdí, že odstranění čáry rozdělí to, co bylo kdysi spojeno. Kromě toho se obec v úředních dokumentech stále píše Ebnat-Kappel. Od roku 2012 je opět běžné psaní s pomlčkou. Na webových stránkách obce se však Ebnat Kappel objevuje i bez pomlčky.

## Obyvatelstvo
| Rok            | 1824 | 1850 | 1900 | 1950 | 1980 | 2000 | 2010 |
| Počet obyvatel | 3721 | 4630 | 5019 | 4660 | 4950 | 5007 | 4916 |

## Doprava

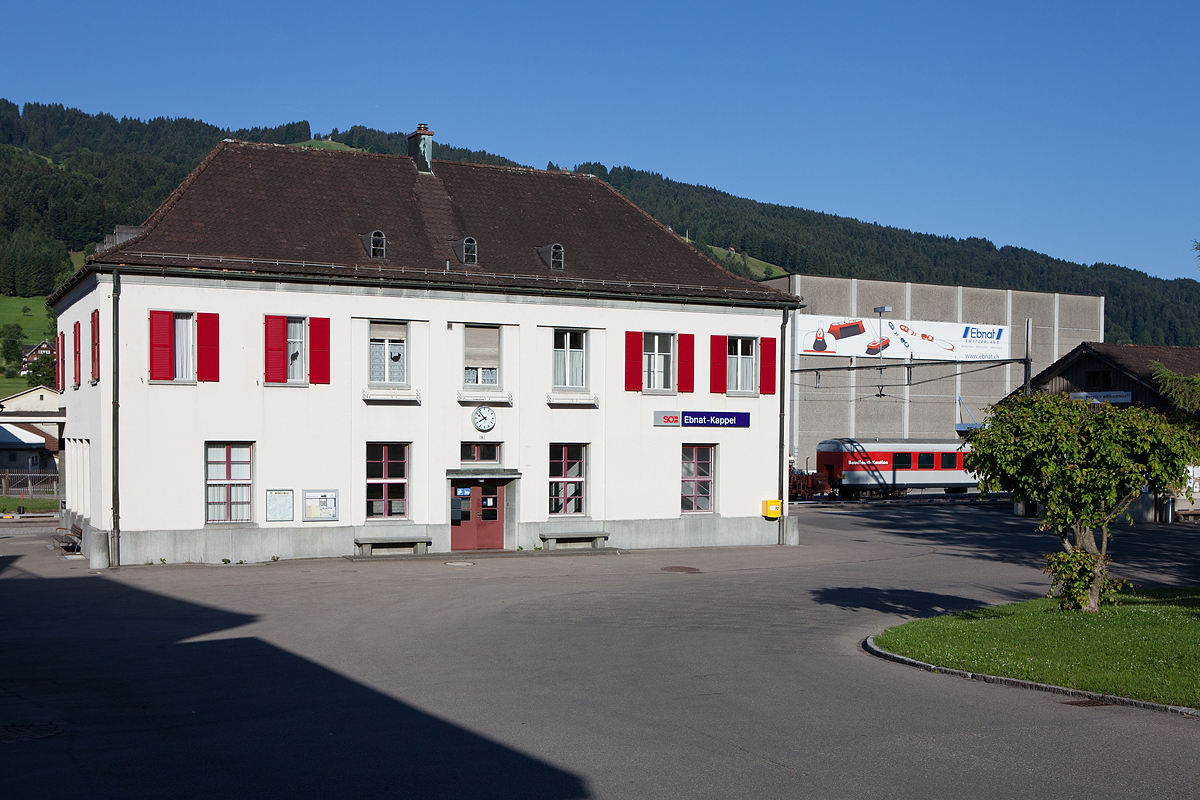
Železniční stanice

Ebnat-Kappel má obchvat, který je klasifikován jako rychlostní silnice, a odlehčuje obci od tranzitní dopravy. Obcí prochází hlavní silnice č. 16.
Obcí Ebnat-Kappel prochází železniční trať z Wattwilu do Nesslau na dráze Schweizerische Südostbahn, vlaky zastavují na centrální stanici. Do obce zajíždí také autobusová linka Lichtensteig – Wattwil – Ebnat-Kappel (dopravce BLWE).